# Bunny und seine Kumpane
Bunny und seine Kumpane (Originaltitel: The Bugs Bunny Show) ist eine von 1960 bis 1972 produzierte amerikanische Zeichentrickserie von Warner Bros. in der die alten US-amerikanischen Looney-Tunes-Cartoons der Jahre 1948 bis 1969 gezeigt werden. Diese Serie ist in Deutschland die Vorgängerversion von Mein Name ist Hase. Die deutsche Erstausstrahlung war am 10. August 1970 im ZDF. In dieser Version gab es noch andere Sprecher als in Mein Name ist Hase und Daffy Duck war sogar weiblich.

## Folgen
Warner Bros. produzierte mehrere Versionen dieser Serie bis 1972 wie The Bugs Bunny/Road Runner Hour, The Bugs Bunny/Road Runner Show, The Bugs Bunny/Looney Tunes Comedy Hour, The Bugs Bunny & Tweety Show. Diese Versionen wurden in Deutschland aber nicht ausgestrahlt. Die folgende Liste zeigt Folgen der Ursprungsversion der Serie, die auch in Deutschland ausgestrahlt wurden. Warner Bros. produzierte die Ursprungsversion nur bis 1962.

### Staffel 1 (1960–1961)
| #  | Cartoon 1                     | Cartoon 2                | Cartoon 3                 | Erstausstrahlung  | Deutsche Erstausstrahlung |
| -- | ----------------------------- | ------------------------ | ------------------------- | ----------------- | ------------------------- |
| 1  | Rabbit Every Monday           | A Mouse Divided          | Tree for Two              | 11. Oktober 1960  | 10. August 1970           |
| 2  | Putty Tat Trouble             | Wise Quackers            | Speedy Gonzales           | 18. Oktober 1960  | 17. August 1970           |
| 3  | Wild Over You                 | Go Fly a Kit             | Mouse Warming             | 25. Oktober 1960  | 24. August 1970           |
| 4  | To Itch His Own               | Gee Whiz-z-z-z-z-z-z     | Whoa, Be Gone!            | 1. November 1960  | 31. August 1970           |
| 5  | Canary Row                    | Knights Must Fall        | For Scent-imental Reasons | 8. November 1960  | 7. September 1970         |
| 6  | Long-Haired Hare              | Sandy Claws              | Mouse Wreckers            | 15. November 1960 | 14. September 1970        |
| 7  | Bully for Bugs                | Tweety's SOS             | One Froggy Evening        | 22. November 1960 | 21. September 1970        |
| 8  | My Bunny Lies Over the Sea    | Scaredy Cat              | Scent-imental Romeo       | 29. November 1960 | 28. September 1970        |
| 9  | Bunker Hill Bunny             | Each Dawn I Crow         | Golden Yeggs              | 6. Dezember 1960  | 5. Oktober 1970           |
| 10 | Which Is Witch                | Mouse Mazurka            | Kit for Cat               | 13. Dezember 1960 | 12. Oktober 1970          |
| 11 | Two's a Crowd                 | All a Bir-r-r-rd         | The Hasty Hare            | 20. Dezember 1960 | 19. Oktober 1970          |
| 12 | What's Up, Doc?               | Early to Bet             | Pop 'Im Pop               | 27. Dezember 1960 | 26. Oktober 1970          |
| 13 | A-Lad-In His Lamp             | Dog Gone South           | A Fractured Leghorn       | 3. Januar 1961    | 2. November 1970          |
| 14 | Ant Pasted                    | The Fair-Haired Hare     | I Gopher You              | 10. Januar 1961   |                           |
| 15 | Rocket Squad                  | Daffy Dilly              | Drip-Along Daffy          | 17. Januar 1961   |                           |
| 16 | The Leghorn Blows at Midnight | Hot Cross Bunny          | His Bitter Half           | 24. Januar 1961   |                           |
| 17 | Lovelorn Leghorn              | Who's Kitten Who         | The Windblown Hare        | 31. Januar 1961   |                           |
| 18 | High Diving Hare              | Don't Give Up the Sheep  | Stooge for a Mouse        | 7. Februar 1961   |                           |
| 19 | Mutiny on the Bunny           | Punch Trunk              | Fast and Furry-ous        | 14. Februar 1961  |                           |
| 20 | Rabbit of Seville             | The Scarlet Pumpernickel | Stop! Look! And Hasten!   | 21. Februar 1961  |                           |
| 21 | Hillbilly Hare                | Hippety Hopper           | You Were Never Duckier    | 28. Februar 1961  |                           |
| 22 | The Turn-Tale Wolf            | Paying the Piper         | Beanstalk Bunny           | 7. März 1961      |                           |
| 23 | Big House Bunny               | Canned Feud              | Home Tweet Home           | 14. März 1961     |                           |
| 24 | Mississippi Hare              | Terrier Stricken         | Cheese Chasers            | 21. März 1961     |                           |
| 25 | Henhouse Henery               | Curtain Razor            | Devil May Hare            | 28. März 1961     |                           |
| 26 | Hare We Go                    | The Foghorn Leghorn      | Little Red Rodent Hood    | 4. April 1961     |                           |

### Staffel 2 (1961–1962)
| #  | Titel                          | Cartoons in der Folge                                                   | Erstausstrahlung  | Deutsche Erstausstrahlung |
| -- | ------------------------------ | ----------------------------------------------------------------------- | ----------------- | ------------------------- |
| 1  | Bad Time Story                 | Bewitched Bunny/Robin Hood Daffy/Tweety and the Beanstalk               | 10. Oktober 1961  |                           |
| 2  | Satain's Waitin‘               | Hare Trimmed/Roman Legion Hare/Sahara Hare                              | 17. Oktober 1961  |                           |
| 3  | Daffy Doodling                 | Hoppy Go Lucky/Lumber Jerks/Weasel While You Work                       | 24. Oktober 1961  |                           |
| 4  | Omni-Puss                      | Mouse-Taken Identity/Kiss Me Cat/Heaven Scent                           | 31. Oktober 1961  |                           |
| 5  | Tired and Feathered            | Ready, Set, Zoom!/Two Crows from Tacos/Snow Business                    | 7. November 1961  |                           |
| 6  | Man's Best Friend              | Sheep Ahoy/Chow Hound/Pappy's Puppy                                     | 14. November 1961 |                           |
| 7  | Ball Point Puns                | Duck! Rabbit! Duck!/Claws for Alarm/Cracked Quack                       | 21. November 1961 |                           |
| 8  | The Unfinished Sympathy        | Pizzicato Pussycat/Baton Bunny/Three Little Bops                        | 28. November 1961 |                           |
| 9  | Prison to Prison               | Deduce, You Say/The Hole Idea/Bugsy and Mugsy                           | 5. Dezember 1961  |                           |
| 10 | Go Man Go                      | There Auto Be a Law/Wild Wife/No Parking Hare                           | 12. Dezember 1961 |                           |
| 11 | I'm Just Wild About Hare       | Stork Naked/Going! Going! Gosh!/Touche and Go                           | 19. Dezember 1961 |                           |
| 12 | Stage Couch                    | Gift Wrapped/Tweet Dreams/Tweety's Circus/A Street Cat Named Sylvester  | 26. Dezember 1961 |                           |
| 13 | Do or Diet                     | Bedevilled Rabbit/Stupor Duck/Little Boy Boo                            | 16. Januar 1962   |                           |
| 14 | Hare Brush                     | Feline Frame-Up/Much Ado About Nutting/Duck Amuck                       | 23. Januar 1962   |                           |
| 15 | Is This a Life?                | 14 Carrot Rabbit/Robot Rabbit/High Diving Hare                          | 13. Februar 1962  |                           |
| 16 | De-Duck-Tive Story             | Boston Quackie/The Super Snooper/Dime to Retire                         | 20. February 1962 |                           |
| 17 | The Astro-Nuts                 | Duck Dodgers in the 24½th Century/Jumpin' Jupiter/Hare-Way to the Stars | 13. März 1962     |                           |
| 18 | Vera's Cruise                  | Dr. Jerkyl's Hide/Tweety's SOS/A Pizza Tweety Pie/All a Bir-r-r-rd      | 30. März 1962     |                           |
| 19 | Foreign Legion Leghorn         | The Egg-Cited Rooster/Of Rice and Hen/Feather Dusted                    | 19. Juni 1962     |                           |
| 20 | Watch My Line                  | A Waggily Tale/Scrambled Aches/Rabbit Rampage                           | 26. Juni 1962     |                           |
| 21 | What's Up Dog?                 | Awful Orphan/Don't Axe Me/Mixed Master                                  | 3. Juli 1962      |                           |
| 22 | The Cat's Bah                  | The Cat's Bah/Frigid Hare/Little Beau Pepe                              | 10. Juli 1962     |                           |
| 23 | No Business Like Slow Business | Red Riding Hoodwinked/Barbary Coast Bunny/Double or Mutton              | 17. Juli 1962     |                           |
| 24 | The Honey-Mousers              | Cheese It, the Cat!/Lighthouse Mouse/The Honey-Mousers                  | 24. Juli 1962     |                           |
| 25 | A Star is Bored                | Catty Cornered/There They Go-Go-Go!/A Star is Bored                     | 31. Juli 1962     |                           |
| 26 | A Tale of Two Kitties          | The Slap-Hoppy Mouse/Gonzales' Tamales/Cats A-Weigh!                    | 7. August 1962    |                           |